# Mihaela Mihai
Mihaela Mihai, pseudonimo di Mihaela-Maria Neagu (Bucarest, 27 ottobre 1946), è una cantante e attrice rumena.

## Biografia
Dopo aver frequentato la scuola e il liceo musicale, prende lezioni di piano e violino ed in seguito si laurea al Conservatorio nazionale di musica di Bucarest.
Dopo la firma del contratto di sei anni con l'etichetta Phonogram in Francia si trasferisce a Parigi dove in seguito lavora per il canale France 3.
Nel 1973 partecipa al Festival nazionale di musica leggera di Mamaia con il brano De-ai fi tu salcie la mal, canzone scritta da Horia Moculescu, che non passa la selezione della giuria, ma diventa un singolo di successo, una delle canzoni più amate del repertorio di Mihaela Mihai.
Recita in tre lungometraggi rumeni: Cartierul veseliei (1964, con la regia di Manole Marcus e la sceneggiatura di Ioan Grigorescu e Teodor Mazilu), Asediul (1970, regia di Mircea Mureșan, sceneggiatura di Corneliu Leu e Mircea Mureșan), Bariera (1972, regia di Mircea Mureșan, sceneggiatura di Teodor Mazilu).
Fu la fondatrice e presidente dell'Unione degli artisti libero professionisti di Romania (U.A.P.R.- Artis) e autrice della legge 109/2005 sull'indennizzo per l'attività professionale degli artisti in Romania (chiamata legge "Mihaela Mihai").
È membro della Société des Composites e Auteurs Dramatiques di Parigi (S.A.C.D.) e dell'Associazione degli autori e compositori (UCMR-ADA).

## Vita privata
Fece ritorno in Romania nel 1990, ma ricevuta con ostilità da compatrioti, tornò a Parigi.
Ebbe tre matrimoni: a 18 anni sposò Mihai Stihi, nipote di Mihail Sadoveanu, l'imprenditore francese Maxime Dufour, il proprietario di due società pubblicitarie e di comunicazione, con cui ha una figlia, Isabelle-Marie e Dumitru Ciausu, ambasciatore della Romania a Parigi, matrimonio durato 4 anni. Dopo il divorzio del terzo marito tornò in Romania nel 2000.
Cercò di candidarsi come indipendente alle prime elezioni del Parlamento europeo nel novembre 2007 e nel 2009, ma non raccolse le 100.000 firme richieste.
È la sorellastra di Doru Stănculescu.

## Discografia

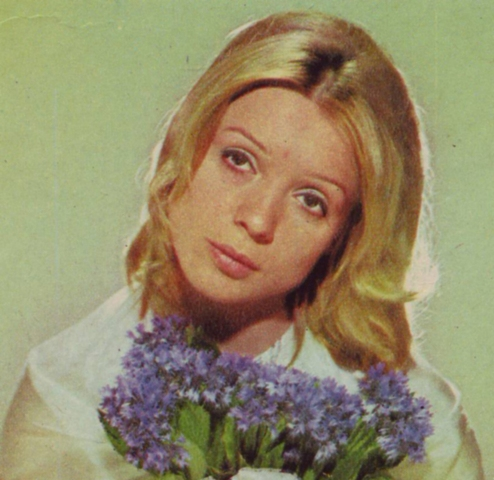
Mihaela Mihai

### Album in studio
- Tandră – Best Of 1 (2008), CD, Electrecord, EDC 451[10]
- Je t'aime – Best Of 2 (2008), CD, Electrecord, EDC 901

### Raccolte
- În lumea șlagărului, CD, Electrecord, EDC 225[11]
- Melodii de George Grigoriu, CD, Electrecord, EDC 768[12]
- Parada șlagărelor 2, CD, Electrecord, EDC 678[13]
- Te așteaptă un om - Șlagăre semnate Ion Cristinoiu, CD, Electrecord, EDC 385[14]

### Singoli (selezione)
- De-ai fi tu salcie la mal
- Acum
- Același tango
- Când voi fi mireasă
- Cântec pentru bradul meu
- Ce vrei să faci din mine!
- Cine-aș fi?
- Dacă iubești fără să speri
- De-ai fi tu salcie
- E vârsta întrebărilor
- Glasul tău
- Hei, mare!
- I've got you
- Inimă de artist
- Iubirea cea mare
- Întoarce-te la familia ta
- Învață de la toate
- Îți mulțumesc
- Je t'aime
- L'amour dans ses bagages
- La anii mei
- Le temps d'une cigarette
- Luciana
- Mă vei iubi
- N-ai vrut să crezi
- Nu va muri iubirea noastră
- Oh, Isabelle
- Ora cântecului
- Partita no.2 de J.S Bach
- Parfumul străzilor
- Pământul
- Primăvară, primăvară
- Revederea
- Să nu uităm trandafirii
- Sorcova

## Filmografia
- Cartierul veseliei (1964), regia di Manole Marcus[4][15]
- Asediul (1970), regia di Mircea Mureșan[16]
- Bariera (1972), regia di Mircea Muresan[5][17]

## Riconoscimenti
- 1 ° premio al Festival internazionale Coupe d'Europe du Tour de Chant - Belgio, 1971.[18][19]